# William Bellinger Bulloch
William Bellinger Bulloch, född 1777 i Savannah, Georgia, död 6 maj 1852 i Savannah, Georgia, var en amerikansk jurist, bankman och politiker (demokrat-republikan). Han representerade delstaten Georgia i USA:s senat från april till november 1813.
Bulloch studerade juridik och inledde 1797 sin karriär som advokat i Savannah. Han utnämndes 1804 till federal åklagare. Han var borgmästare i Savannah 1809-1811 och 1811-1812.
Senator William H. Crawford avgick 1813 för att tillträda som chef för USA:s diplomatiska beskickning i Frankrike. Bulloch blev utnämnd till senaten. Han efterträddes senare samma år av William Wyatt Bibb.
Bulloch var verkställande direktör för State Bank of Georgia 1816-1843. Hans grav finns på Laurel Grove Cemetery i Savannah.